# 群山貨物駅
群山貨物駅（クンサンかもつえき）は、かつて大韓民国全羅北道群山市に存在した韓国鉄道公社の鉄道駅（貨物駅）である。

## 沿革
かつては群山駅と称し、群山市の中心駅として機能してきたが、長項線と群山線の間を結ぶ新線上に新しく群山駅が開業し、旅客機能が新駅に移るとともに、駅名も変更された。
- 1912年3月6日：朝鮮総督府鉄道群山線（現・群山貨物線）の群山駅として開業。
- 1931年8月1日：群山線が群山港駅（後に群山埠頭駅）まで延伸、途中駅となる。
- 1945年以降：当駅 - 群山埠頭間が廃止され終着駅に戻る。
- 1953年2月25日：沃溝線が開業。
- 1960年10月5日：再建。
- 2008年
  - 1月1日：旅客列車の運行を休止、群山貨物駅に改称。
  - 7月1日：貨物列車の運行を休止。
- 2010年11月27日：駅舎閉鎖。
- 2011年4月1日：沃溝線の貨物取扱再開。
- 2015年2月6日：駅舎が撤去される。
- 2020年12月10日：沃溝線のルート変更に伴い、当駅 - 沃溝間廃止。休止駅となる。
- 2022年3月6日：群山貨物線の廃線に伴い、廃駅となる。

## 駅構造
相対式・島式ホーム2面3線の地上駅。

## 駅周辺
- 群山市中心部
  - 日本統治時代に栄えた港町であったことから、行政や銀行などの洋館や、日本人の住んでいた日本家屋などが多数残る。
- 京岩洞線路村（レール村）
  - 群山貨物駅の東の埋立地に、1944年に北鮮製紙化学工業の製紙工場が建てられ、長さ2.5キロほどの専用線が敷設された。戦後は製紙工場の経営はペーパーコリア（旧・世豊製紙）に移り、線路の途中の京岩洞（ギョンアムドン）では、朝鮮戦争後に群山に移住してきた人々がびっしりと線路間際まで家を建てた。専用線が2008年6月に廃線となった後は、古い家屋や樹が線路に迫るレトロな風景が関心を集め、写真や映画の撮影地として、観光客の散策路として観光名所となっている。

## 隣の駅
韓国鉄道公社
群山貨物線
開井駅 - 群山貨物駅 - 群山埠頭駅
沃溝線
群山貨物駅 - 沃溝駅